# Tâm động

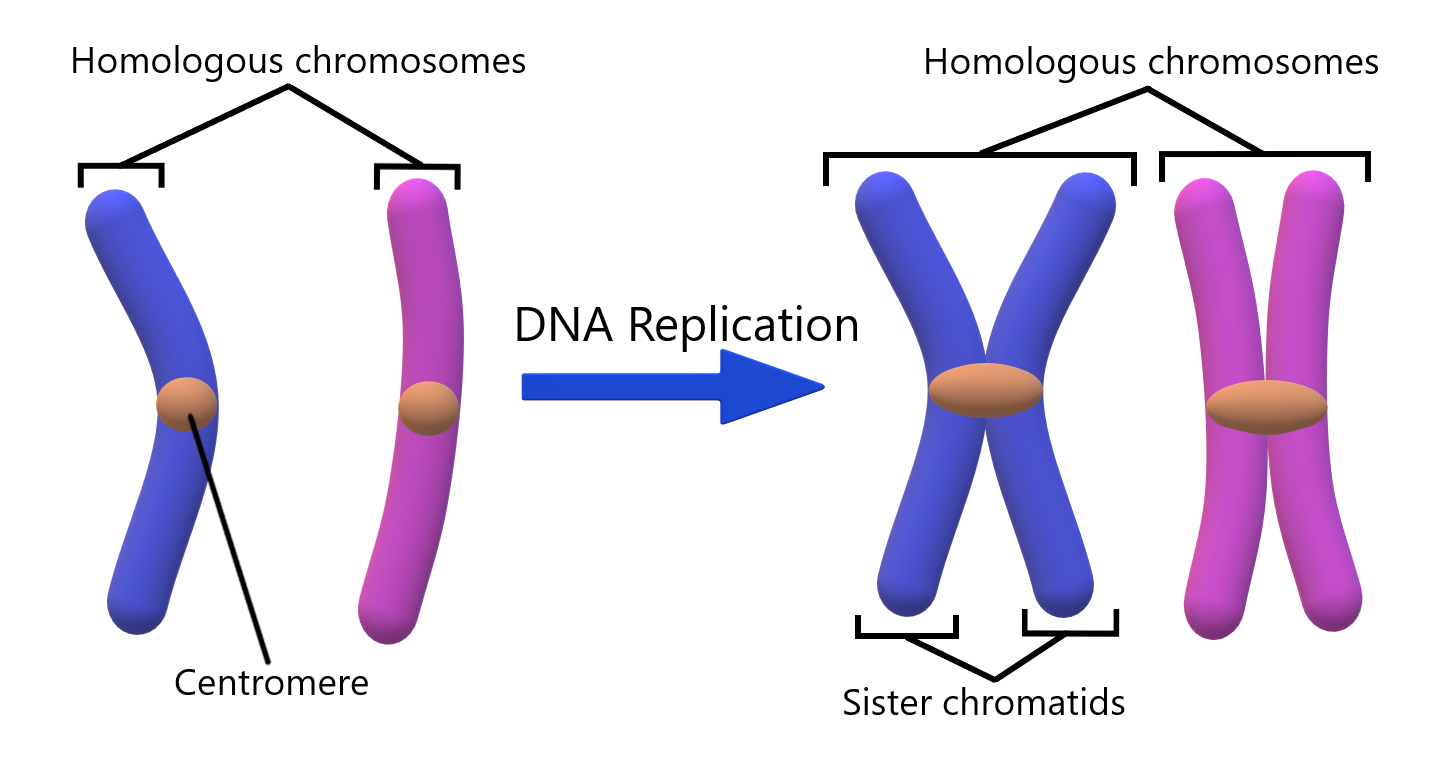
Tâm động là bộ phận vận chuyển của NST, đồng thời kết nối hai NST cùng nguồn sau khi nhân đôi.

Tâm động là một cấu trúc trong nhiễm sắc thể của sinh vật nhân thực, vừa giúp nhiễm sắc thể có khả năng di động, lại vừa là bộ phận kết nối hai nhiễm sắc tử cùng nguồn với nhau. Trong tiếng Anh, thuật ngữ này là centromere.

## Cấu trúc và chức năng
Ở nhân thực, mỗi nhiễm sắc thể đơn thường có một tâm động, thực chất là chuỗi DNA gắn kết với histon,  cuộn xoắn lại.
Vì mỗi nhiễm sắc thể đơn thực chất là một phân tử DNA, nên sau khi mỗi DNA nhân đôi, thì mỗi nhiễm sắc thể đơn biến đổi thành một nhiễm sắc thể kép (hai chiếc), trong đó, mỗi chiếc gọi là nhiễm sắc tử, là bản sao sau nhân đôi của chiếc kia và - nếu không có đột biến - chúng giống hệt nhau vì cùng nhân đôi từ một nguồn gốc, nên hai chiếc này là các nhiễm sắc thể tương đồng cùng nguồn, thuật ngữ tiếng Anh là sister chromatid đã được dịch là nhiễm sắc tử chị em. Hai "chị em" chung nhau một tâm động là nơi không chỉ gắn kết chúng, mà còn là điểm nối của kinetochore, một loại cấu trúc mà bản chất là các vi ống, sẽ nối với các tơ vô sắc của thoi phân bào.
Khi các tơ vô sắc co, chúng sẽ kéo các nhiễm sắc tử (crômatit) đến hai cực đối diện của tế bào trong phân bào, đồng thời tâm động tách ra, nên dẫn đến sự phân li các nhiễm sắc thể cùng nguồn. Sau khi tách ra trong phân li ở kì sau, mỗi nhiễm sắc tử trở thành một nhiễm sắc thể đơn. Nhờ vậy, cả hai tế bào con đều có bộ nhiễm sắc thể giống nhau và cùng có nguồn gốc như nhau. Dưới đây, từ "nhiễm sắc thể" viết tắt là NST.

## Phân loại NST theo vị trí tâm động

Cấu tạo NST và các loại.A = cánh ngắn (p); B = tâm động; C = cánh dài (q); D = NST chị/em.
I = tâm mút; II: tâm lệch; III: tâm cận; IV: tâm giữa.

Ở kỳ giữa của phân bào, mỗi NST gồm hai nhiễm sắc tử đã xoắn chặt tối đa, thường gọi là NST kép, gồm hai NST đơn (tức nhiễm sắc tử) chung nhau một tâm động. Để đơn giản, người ta thường mô tả một NST kép như một chữ X (hình bên) có tâm động ở giao điểm. Tuỳ theo vị trí tâm động, người ta phân biệt các loại nhiễm sắc thể như sau
- NST tâm mút (telocentric - sơ đồ I) hay tâm viễn có tâm động ở đầu mút, vai p rất ngắn hoặc không có.
- NST tâm lệch (acrocentric - đồ II) với tâm động có vị trí lệch, vai p ngắn nhiều hơn so với q.
- NST tâm cận (submetacentric - sơ đồ III) có vị trí gần chính giữa chiều dài NST, nhưng p < q.
- NST tâm giữa (metacentric - sơ đồ IV) hay tâm cân, có p = q.

Sự phân biệt dựa trên tiêu chí chủ yếu như sau:
| Các loại NST theo chiều dài cánh |                 |         |                    |
| Vị trí tâm động                  | Tỉ lệ chiều dài | Kí hiệu | Tên gọi            |
| Khoảng giữa                      | 1.0 – 1.6       | M       | Tâm giữa / tâm cân |
| Vùng giữa                        | 1.7             | m       | Tâm cân / tâm cân  |
| Vùng gần giữa                    | 3.0             | sm      | Tâm cận / tâm gần  |
| Vùng gần giữa                    | 3.1 – 6.9       | st      | Tâm cận / tâm gần  |
| Vùng cuối                        | 7.0             | t       | Tâm lệch           |
| Khoảng đầu mút                   | ∞               | T       | Tâm mút            |

## Hoạt động
Vai trò vật lý của tâm động là trở thành nơi lắp ráp thể động (cấu trúc protein bao quanh vùng tâm động) – một cấu trúc đa-protein hết sức phức tạp chịu trách nhiệm cho nhiệm vụ tách nhiễm sắc thể thực sự – tức là việc kết các sợi thoi lại và ra hiệu cho bộ máy chu kỳ tế bào khi tất cả các nhiễm sắc thể đã nhận đúng bộ phấn gắn vào thoi, tức đã an toàn để quá trình phân bào tiến tới hoàn thành và để cho các tế bào tiến vào kỳ sau.
Nói rộng ra thì có hai loại tâm động. "Tâm động điểm" (point centromere) gắn với các protein cụ thể nhận diện những chuỗi DNA cụ thể với hiệu quả cao. Bất cứ mẩu DNA nào với chuỗi DNA tâm động điểm trên nó thì sẽ hình thành nên một tâm động nếu tồn tại trong loài phù hợp. Tâm động điểm định rõ đặc điểm nhất là tâm động của men nở, Saccharomyces cerevisiae. "Tâm động vùng" (regional centromere) là thuật ngữ được đặt ra để miêu tả hầu hết tâm động, thứ thường hình thành trên những khu vực chuỗi DNA được ưa chuộng hơn, nhưng thứ đó lại cũng có thể hình thành trên các chuỗi DNA khác. Tín hiệu hình thành tâm động vùng có vẻ như là biểu sinh. Hầu hết các sinh vật, từ men phân đôi Schizosaccharomyces pombe cho tới con người, có tâm động vùng.
Về cấu trúc nhiễm sắc thể gián phân, tâm động đại diện cho một vùng nhiễm sắc thể giới hạn (thường được nhắc đến với tên gọi vùng giới hạn cơ bản) nơi hai nhiễm sắc tử chị em giống nhau tiếp xúc với nhau gần nhất. Khi tế bào bước vào quá trình nguyên phân, các nhiễm sắc tử chị em (hai phiên bản sao chép của mỗi phân tử DNA nhiễm sắc thể là kết quả của sự sao chép DNA dưới hình thức chất nhiễm sắc) được liên kết lại theo chiều dọc bằng hoạt động của phức hợp cohesin. Hiện giờ các nhà khoa học tin rằng phức hợp này chủ yếu được nhả ra từ các nhánh nhiễm sắc thể trong kỳ đầu, để mà vào lúc các nhiễm sắc thể xếp thẳng hàng tại mặt phẳng giữa của thoi vô sắc, nơi cuối cùng chúng liên kết với nhau là tại chất nhiễm sắc tại và xung quanh tâm động.